# Slapton

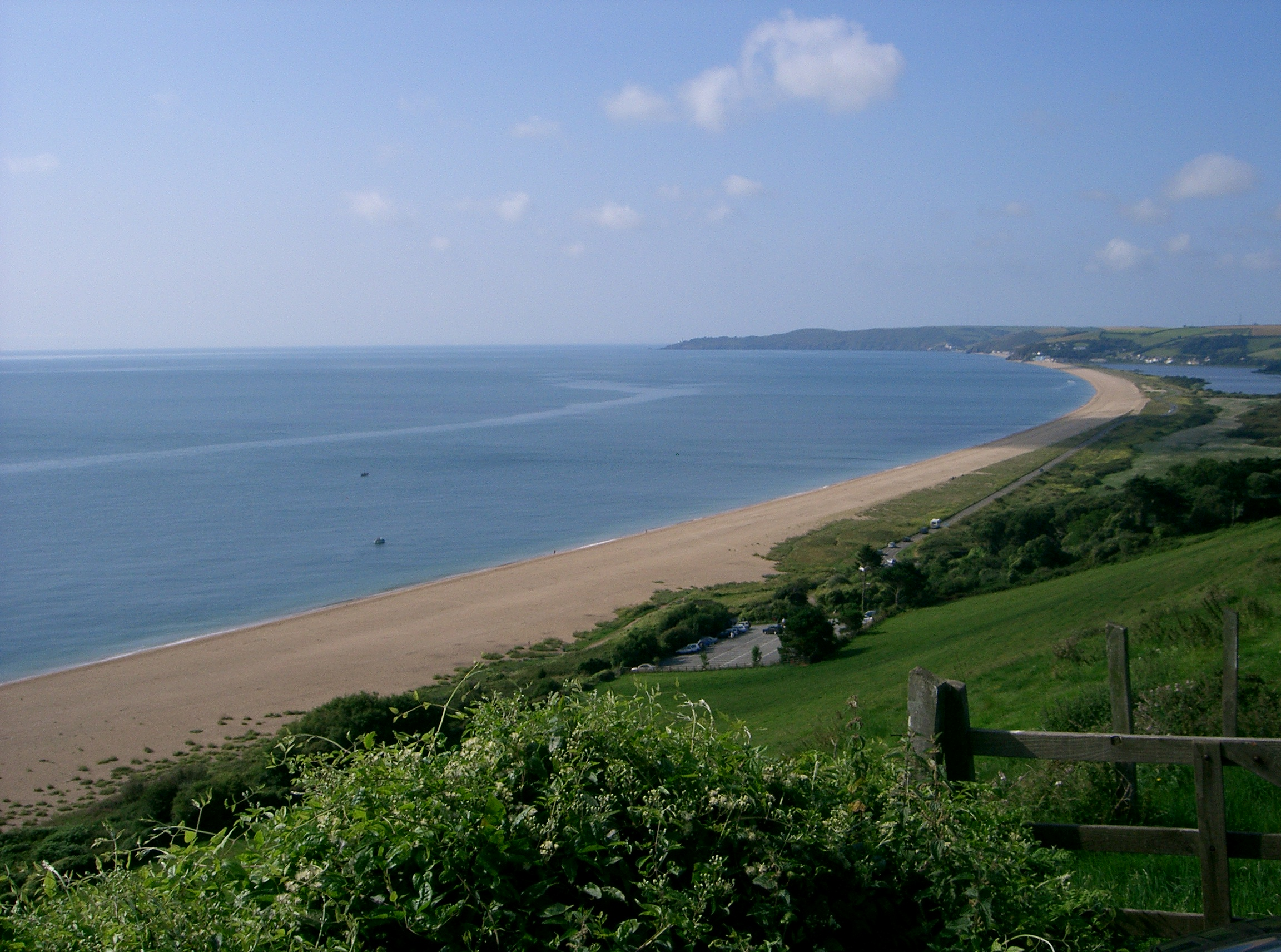
Strände bei Slapton

Slapton ist ein Dorf im Distrikt South Hams in der Region Devon, England. Es liegt in der Nähe der Straße A379 zwischen Kingsbridge und Dartmouth. Im Jahr 2011 hatte die Gemeinde 434 Einwohner. Die Gemeinde ist von folgenden Orten,  im Uhrzeigersinn betrachtet beginnend im Norden umgeben: Blackawton, Strete, Stokenham und East Allington. Slapton wurde bereits im Domesday Book als Sladone erwähnt. Die akademische Kantorei von St Mary wurde 1372 oder 1373 von Sir Guy Brian gegründet.  Die Kirche St. James wurde Ende des 13. oder Anfang des 14. Jahrhunderts errichtet.
Weil der Strand Slapton Sands (zwischen Slapton und Torcross) Ähnlichkeit mit dem Strandabschnitt Utah Beach in der Normandie besaß, trainierten die Westalliierten 1944 die Invasion in der Normandie. Am 28. April 1944 fand in Slapton die militärische Übung Exercise Tiger statt, die in einem Desaster endete und an die heute das Exercise Tiger Memorial erinnert. Die Alliierten konnten jedoch wichtige Schlüsse aus dem Scheitern ziehen und die Invasion im Juni erfolgreich durchführen.